# إمبراطورية القانون
إمبراطورية القانون (بالكورية: 디 엠파이어 : 법의 제국)؛ هو مسلسل تلفزيوني كوري جنوبي، من بطولة كيم سون اه، أهن جاي ووك، لي مي سوك. عرض على قناة جي تي بي سي من 24 سبتمبر الى 13 نوفمبر 2022. بث كل يوم السبت والأحد.

## القصة
دراما تصور فضائح فاضحة لكبار الأرستقراطيين الملتزمين بالقانون في البلاد والذين يحلمون بالخلافة الوراثية.

## الطاقم

### رئيسي
- كيم سون-آه في دور هان هاي ريول[6]

رئيسة القسم الخاص بمكتب المدعي العام لمنطقة سيئول المركزية. وابنه هان جون دو وهام كوانغ جيون.
- أهن جاي ووك في دور نا جيون وو[7]

أستاذ بكلية الحقوق، وصهر هان جون دو وزوج هان هاي ريول.
- لي مي سوك في دور هام كوانغ جيون[8]

مديرة كلية الحقوق بجامعة مينجوك، ابنة هام مين هيون وزوجة هان جون دو.
- سونغ يونغ تشانغ في دور هان جون دو[5]

محامي وزوج هام كوانج جيون
- شين جوو في دور هام مين-هيون[5]

زوج لي أي هيون والد هام كوانغ جيون والاب الاكبر للعائلة.
- أوه هيون كيونغ في دور لي أي-هيون[5]

زوجة هام مين هون

### داعم
- كيم ميونغ جي في دور هونغ نان هي[9]
- لي جا اون في دور جونغ جي أي[10]

- إيم سي مي في دور يون أون مي[11]
- بانغ جو هوان في دور يوو هيون[12]
- جونغ جاي أوه في دور جونغ كيونغ يون[13]
- كيم جيون ها في دور يون غو ريونغ[14]
- بارك جين وو في دور جي جو وون[15]
- جو سي بين في دور هونغ نان هي[16]
- تشوي جيونغ وون في دور هان كانغ يي[17]
- كيم جيونغ في دور هان مو رول[18]
- كوون جي وو في دور هان كانغ بايك[18]
- كيم هيونغ موك في دور جو وون كيونغ[18]
- كوون كي وو في دور هان كانغ بايك[19]
- لي مون-سيك في دور جانغ إيل[18]
- تشوي جونغ-وو في دور السيد اهن، كبير مسؤولي الشؤون المدنية في البيت الأزرق.[18]
- كوون أوه كيونغ في دور ضابط تحقيق[20]

## المشاهدات
| الموسم | الموسم | رقم الحلقة | رقم الحلقة | رقم الحلقة | رقم الحلقة | رقم الحلقة | رقم الحلقة | رقم الحلقة | رقم الحلقة | رقم الحلقة | رقم الحلقة | رقم الحلقة | رقم الحلقة  | رقم الحلقة | رقم الحلقة | رقم الحلقة | رقم الحلقة | المتوسط     |
| الموسم | الموسم | 1          | 2          | 3          | 4          | 5          | 6          | 7          | 8          | 9          | 10         | 11         | 12          | 13         | 14         | 15         | 16         | المتوسط     |
| ------ | ------ | ---------- | ---------- | ---------- | ---------- | ---------- | ---------- | ---------- | ---------- | ---------- | ---------- | ---------- | ----------- | ---------- | ---------- | ---------- | ---------- | ----------- |
|        | 1      | 564        | 650        | 413        | 775        | 497        | 849        | 395        | 655        | 371        | 691        | 397        | ستُعلن لاحقًا | 608        | 467        | 600        | 832        | ستُعلن لاحقًا |

| رقم    | تاريخ البث     | تقييمات نيلسن كوريا | تقييمات نيلسن كوريا |
| رقم    | تاريخ البث     | على الصعيد الوطني   | سيئول               |
| ------ | -------------- | ------------------- | ------------------- |
| 1      | 24 سبتمبر 2022 | 2.399%              | 2.542%              |
| 2      | 25 سبتمبر 2022 | 3.003%              | 3.401%              |
| 3      | 1 سبتمبر 2022  | 1.885%              | 2.042%              |
| 4      | 2 أكتوبر 2022  | 3.414%              | 3.150%              |
| 5      | 8 أكتوبر 2022  | 2.120%              | 2.195%              |
| 6      | 9 أكتوبر 2022  | 3.883%              | 3.859%              |
| 7      | 15 أكتوبر 2022 | 2.146%              | 1.803%              |
| 8      | 16 أكتوبر 2022 | 2.917%              | 2.750%              |
| 9      | 22 أكتوبر 2022 | 1.695%              | 1.562%              |
| 10     | 23 أكتوبر 2022 | 3.062%              | 2.757%              |
| 11     | 29 أكتوبر 2022 | 1.844%              | N/A                 |
| 12     | 5 نوفمبر 2022  | 1.573%              | N/A                 |
| 14     | 6 نوفمبر 2022  | 2.844%              | 2.702%              |
| 14     | 12 نوفمبر 2022 | 2.115%              | N/A                 |
| 15     | 13 نوفمبر 2022 | 2.811%              | 2.445%              |
| 16     | 13 نوفمبر 2022 | 4.036%              | 3.725%              |
| المعدل | المعدل         | —                   | —                   |

## الإنتاج

### صناعة
المسلسل من كتابة أوه جا كيو، ومن تخطيط وإنتاج جي تي بي سي استوديوز، بتعاون مع سلي تريون إنترتينمنت كمنتج.

### الإصدار
في 24 أغسطس 2022، أصدرت قناة جي تي بي سي أول لقطات للمسلسل بجانب الإعلان عن تاريخ العرض الاول، من المقرر عرض المسلسل في 24 سبتمبر 2022، كمتابعة لمسلسل المحقق الجيد 2 ليومي السبت والجمعة. في 25 أغسطس 2022، اصدرت قناة جي تي بي سي أول عرض تشويقي للمسلسل.

## روابط خارجية
- الموقع الرسمي
- إمبراطورية القانون على موقع IMDb (الإنجليزية)
- إمبراطورية القانون على موقع قاعدة بيانات الفيلم (الإنجليزية)
- إمبراطورية القانون على هانسينما